# Марторелли, Ренато
Ренато Марторелли (итал. Renato Martorelli; 1895, Ливорно, Королевство Италия — 28 августа 1944) — итальянский социалист, партизан — деятель Движения Сопротивления в Италии. Кавалер высшей военной награды Италии — золотой медали «За воинскую доблесть» (посмертно).

## Биография
Юрист, член Итальянской социалистической партии.
Во время диктатуры Муссолини был активным членом подпольной группы «ационистов» Свободная Италия (Italia Libera).
С падением фашизма и немецкой оккупацией, последовавшей за перемирием 8 сентября 1943 года, присоединился к Движению Сопротивления. Организатор партизанских формирований на севере Италии — в Пьемонте и Лигурии, лично участвовал в многочисленных военных операциях.
Член Комитета национального освобождения — эта организация была создана в значительной степени благодаря его энергичным действиям. До июля 1944 года был представителем соцпартии в комитете, а затем в Объединённом командовании, известен как Ренато Первый (Renato I).
Схвачен фашистами 30 июля 1944 года и после пыток расстрелян.
Посмертно награждён Золотой медалью «За воинскую доблесть»:

Он был одним из первых, кто 8 сентября 1943 года создал партизанские формирования. Решительный напор воли к борьбе, к этому он стремился неисчерпаемой своей активностью, своей необыкновенной энергией, престижем, исходившим от него силой примера. Разыскиваемый с особым ожесточением фашистской и немецкой полицией, он отказался от каждого убежища и каждой остановки. Захваченный, он пережил испытание оскорблениями, обидами, пытками, но не склонился, принимая высшую жертву, чтобы в них жили идеи независимости и свободы.
Оригинальный текст (итал.)Fu tra i primi che l’8 settembre 1943 diedero vita alle formazioni partigiane. Assertore deciso della volontà di lotta, a questa prodigò l’inesauribile sua attività, la sua straordinaria energia, il prestigio che a lui derivava dalla forza dell’esempio. Ricercato con particolare accanimento dalle polizie fascista e tedesca, rifiutò ogni asilo ed ogni sosta. Catturato, conobbe il calvario degli insulti, delle offese, delle torture, ma non piegò accettando il supremo sacrificio perché vivessero le idee di indipendenza e di libertà.

Именем Ренато Маторелли названы улицы (Via Renato Martorelli) в городах Турин и Ливорно.